# Poser
Il termine poser (o poseur) è un epiteto usato in alcune sottoculture per indicare una persona che non appartiene a un certo movimento, ma perlopiù finge di farne parte, per esempio vestendosi secondo i canoni dati da quel movimento senza conoscerlo realmente, in genere allo scopo di ottenere accettazione sociale.
Seppur nell'uso comune questa parola abbia adottato molteplici significati, anche interpretabili, essa nasce per descrivere in origine l'attitudine di particolari individui, spesso presunti esponenti di un movimento, attenti al look, ed impegnati solo nell'apparire e nel mettersi in mostra pur non conoscendo il significato di quel tipo di look. La parola poser in inglese significa appunto "persona che posa". Tra gli svariati significati della parola, questa può intendere ad esempio una persona che posa per uno scultore o un pittore, ma anche una persona che finge o crede di essere qualcosa che realmente non è.

## Caratteristiche
L'atteggiamento del poser consisterebbe quindi negli aspetti più caratteristici del gruppo a cui desidera aderire, ad esempio il disprezzo per le altre sottoculture, l'abbigliamento particolarmente appariscente, l'ascolto esclusivo di musica a cui la sottocultura è collegata, la conoscenza parziale delle trame di libri e film, l'ostentazione delle proprie conoscenze sulla sottocultura, nonostante esse siano sbagliate e frammentarie, l'adozione di idee politiche e sistemi di valori dominanti all'interno del gruppo pur non essendo a favore delle sue vedute.